# Clan Macrae

Wappen der Macrae

Macrae (oder MacRae) ist der Name eines schottischen Clans, der aus Kintail stammt, was grob gesehen zwischen Loch Ness und der Isle of Skye liegt. Der Clan hat keinen durch den Lord Lyon King of Arms anerkannten Chief, weshalb er als Armigerous Clan gilt.

## Geschichte
Der Name leitet sich zwar vom gälischen Mac Rath ab, was „Sohn der Gnade“ bedeutet, aber der Clan wurde vor allem für seine Treue und Kampfbereitschaft zu den MacKenzies von Kintail bekannt. Dazu muss man wissen, dass die MacKenzies historisch einer der mächtigsten Stämme aus diesem Gebiet waren. Die Macraes besetzten die Posten des Kämmerers und des Vikars von Kintail und ab 1520 auch des Konstablers des Eilean Donan Castle, das sich heute wieder im Besitz des Clans befindet. Ein Macrae stellte das gälische Fernaig-Manuskript aus dem 17. Jahrhundert zusammen.
Das Motto des Clans lautet Fortitudine („Mit Tapferkeit“).

### Die Ursprünge des Clans
Die Schotten kamen aus Nordirland und ließen sich in Argyll während der römischen Herrschaft nieder. Um etwa 500 n. Chr. kam es zu einem neuen Zustrom aus Ulster, einem Königreich in Irland, aus der Gegend mit dem Namen Dalriada. Dies ist gälisch und bedeutet "der Stamm der Riada". Sie ließen sich im heutigen Dunaad im Kilmartin Glen nieder. Dieser Name ist auch gälisch und bedeutet Dun = Fort, Festung. Aad ist der Fluss im Kilmartin Glen. Somit wurde der Ort Dunaad = Festung am Fluss Aad genannt.

### Namensgebung des Clans
Wie schon beschrieben, kommt der Name McRae aus dem Namen Dalriada, also dem Stamm Riada. Das Wort Riada ist sinngemäß zu übersetzen als "Wohlstand" oder "göttliche Gnade". Da "Mac" "Sohn" heißt, bedeutet "MacRae" "der Sohn von Riada". Die Schreibweise Mac wird oftmals auch als Mc oder M abgekürzt. In früheren Überlieferungen wurde auch teilweise das Wort Mic verwandt (MicRae).
Bei dem Namen Rae haben sich die Schreibweisen im Laufe der Generationen verändert; teilweise von der einen Generation zur nächsten. Heute hat sich aber der Erhalt der Schreibweise gefestigt, das heißt, dass sich heutzutage keine Veränderungen mehr ergeben. Es gibt somit verschiedene Schreibweisen, die dem Stamm der Riada entspringen:
Crae, Cree, Macara, Macarra, Maccra, Maccrath, Maccrae, Maccraith, Maccraw, Maccray, Maccrea, Maccreath, Maccree, Maccrie, Mackereth, Macrath, Maccroy, Macgrath, Macgraw, Machray, Macra, MacRae, McRae, Macraith, Macrach, Macraw, Macray, Macrie, Rae, Raith, Ray, Rea, und Reath.

### Maurice Macrath – bei der Ankunft in Schottland
Die frühesten Hinweise auf den Clan MacRae deuten auf Maurice Macrath (ca. 1280 – ca. 1350) auf dem Land von Lord Lovat der Clunes. Maurice Macrath und zwei andere Männer, Colin Fitzgerald und Gileoin na Tuaigh, kamen in Schottland an, nachdem es in Irland nach einer Hochzeitsfeier zu einem Streit kam. Als sie in Lovat Land Clunes, südöstlich von Kintail, angekommen sind, trafen sie auf einen Angreifer der Bissett den Lord of Lovat angriff. Die beiden anderen Männer weigerten sich zu helfen, weil sie gerade aufgrund verursachtem Ärger geflohen sind. Maurice Macrath jedoch tötete den Angreifer und wurde dankbar von Maurice Bissett auf sein Gut in Lovat eingeladen.
Macrath erhielt von den Bissetts ein Stück Land, auf dem er sein Fort bauen konnte.
Zwischen 1305 und 1333 verloren die Bissetts die Herrschaft über Lovat, an die Frasers, da es keinen männlichen Erben gab und Mary Bissett einen Fraser heiratete.
Die Familie blieb in Macrath Lovat für mehrere Generationen. Mindestens drei Generationen der Frasers und die Macraths, haben das Land während dieser Zeit geführt. Die Macraths und Frasers pflegten eine enge Beziehung durch die Generationen durch, so dass die Frasers folgende Inschrift über der Tür in Beaufort Castle in Beauly schrieben:
„Fhad ’sa bhitheas Frisealach ein stigh, na biheadh Macrath ein muigh“
(Solange hier ein Fraser lebt, bleibt keine Macrath draußen.)
Ab dem 12. und 13. Jahrhundert bewohnte der Clan die Ländereien der Clunes in der Beauly Bezirk in den 12. und 13. Jahrhundert und seit dem 14. Jahrhundert Kintail. Der Gründer der Niederlassung in Kintail war Fionnla Dubh MacGillechriosd (Finlay MacRae), der 1416 starb. Duncan Kintail, dessen Pfeil den Tod von Donald Gorm der Sleat auf Eilean Donan im Jahre 1539 verursachte, bekam das Land von Inverinate um 1557. Dies blieb im Besitz der Familie für die über 200 Jahre. 1677 bekam Alexander, der älteste Sohn von Rev. John MacRae von Dingwall, einen Anteil der Länder der Conchra und Ardachy und wurde der Stammvater der Macraes der Conchra.
Dies sind die drei wichtigsten Zweige des Clan MacRae
- Clan MacRae von Kintail = Finlay Macrae
- Clan MacRae of Inverinate = Duncan Macrae
- Clan MacRae of Conchra = Alexander MacRae